# 北丘町 (瀬戸市)
北丘町（きたおかちょう）は、愛知県瀬戸市下品野連区の町名。丁番を持たない単独町名である。

## 地理
- 瀬戸市の北部に位置する[8]。西を曽野町・余床町、北を下半田川町、東を上半田川町・広之田町、南を落合町・八床町・穴田町と隣接している[8]。
- 丘陵地で、北丘住宅団地がある[8]。
- 東西に農免道路が通り、養豚業[注釈 1]を中心とする農業経営の近代化が進む[8]。

### 河川
- 水野川 ： 町の南端、八床町との町境付近を西流している。
- 市郎兵衛川（水野川支流） ： 町の東部から南部にかけて南流し、水野川に注ぎ込んでいる。
- 東余床川（水野川支流） ： 町の西部、曽野町との町境付近を北流している。
- 蛇ヶ洞川（庄内川支流） ： 町の北端、下半田川町との町境を西流している。
- 七曲川（蛇ヶ洞川支流） ： 町の北端、下半田川町との町境を蛇ヶ洞川に注ぎ込んでいる。

### 学区
市立小・中学校に通う場合、学区は以下の通りとなる。また、公立高等学校普通科に通う場合の学区は以下の通りとなる。
| 番・番地等 | 小学校               | 中学校             | 高等学校 |
| ---------- | -------------------- | ------------------ | -------- |
| 全域       | 瀬戸市立下品野小学校 | 瀬戸市立品野中学校 | 尾張学区 |

## 歴史

### 町名の由来
品野の北方の丘陵地ということで名付けられたといわれる。

### 沿革
- 1965年（昭和40年）5月1日 - 瀬戸市大字下品野字北山の一部により、同市北丘町として成立[2]。

## 世帯数と人口
2024年（令和6年）2月1日現在の世帯数と人口は以下の通りである。
| 町丁   | 世帯数  | 人口  |
| ------ | ------- | ----- |
| 北丘町 | 224世帯 | 479人 |

### 人口の変遷
国勢調査による人口の推移
| 1995年（平成7年）  | 601人 | [ 13 ] |  |
| 2000年（平成12年） | 605人 | [ 14 ] |  |
| 2005年（平成17年） | 560人 | [ 15 ] |  |
| 2010年（平成22年） | 534人 | [ 16 ] |  |
| 2015年（平成27年） | 504人 | [ 17 ] |  |
| 2020年（令和2年）  | 490人 | [ 18 ] |  |

### 世帯数の変遷
国勢調査による世帯数の推移。
| 1995年（平成7年）  | 159世帯 | [ 13 ] |  |
| 2000年（平成12年） | 174世帯 | [ 14 ] |  |
| 2005年（平成17年） | 178世帯 | [ 15 ] |  |
| 2010年（平成22年） | 192世帯 | [ 16 ] |  |
| 2015年（平成27年） | 193世帯 | [ 17 ] |  |
| 2020年（令和2年）  | 209世帯 | [ 18 ] |  |

## 交通

### 鉄道
町内に鉄道は走っていない。最寄り駅は名鉄瀬戸線尾張瀬戸駅になる。

### バス
瀬戸市コミュニティバス「上半田川線」
- 道の駅しなの - しなのバスセンター - 上半田川転回場 系統 ： 北丘町南バス停・北丘団地バス停・北丘町北バス停

### 道路
愛知県道208号上半田川名古屋線 ： 町の北部を東西に通っている。

## 施設
- 北丘スポーツ公園 ： 町の中央部にあり、2面の野球場とテニスコート、北丘憩いの家・体育館、北丘みどり会館からなる。2003年（平成15年）より、尾張東部衛生組合が維持管理事務を行っている[19]。
- 菊水化学工業 東海工場 ： 2017年（平成29年）7月に溶剤塗料生産拠点として竣工[20]。
- 北丘町ちびっこ広場 ： 町の南部にある小さな公園。ブランコ・すべり台・鉄棒があり、階段で南にある広場と繋がっている。
- 北丘町IIちびっこ広場 ： 町の南部、北丘住宅団地内にある小さな公園。

## その他

### 日本郵便
- 郵便番号 : 480-1204[6]（集配局：瀬戸郵便局[21]）。